# Trichophysetis nigricincta
Trichophysetis nigricincta is een vlinder van de familie van de grasmotten (Crambidae), uit de onderfamilie van de Glaphyriinae. De wetenschappelijke naam van deze soort is voor het eerst voorgesteld door George Francis Hampson in een publicatie uit 1893.
De soort komt voor in Sri Lanka.